# Paweł Bieliński (prezydent Warszawy)
Paweł Bieliński (zm. 4 lipca 1807) – dziesiąty prezydent Warszawy od 17 kwietnia 1807.

## Życiorys
Po wyborze przez przedstawicieli ludności Warszawy Józefa Anastazego Łochockiego 28 lutego 1807, który nie przyjął urzędu mianowany przez Komisję Rządzącą.
Konsyliarz przy Dyrektorze Spraw Wewnętrznych w czasach Księstwa Warszawskiego.
W trakcie jego kadencji rozpoczęto się na praskim brzegu Wisły budowa wielkich fortyfikacji. Miały one ochraniać miasto przed atakiem ze wschodu.

## Literatura dodatkowa
- Adam Moraczewski: Bieliński Paweł. W: Polski Słownik Biograficzny. T. 2: Beyzym Jan – Brownsford Marja. Kraków: Polska Akademia Umiejętności – Skład Główny w Księgarniach Gebethnera i Wolffa, 1936, s. 55. Reprint: Zakład Narodowy im. Ossolińskich, Kraków 1989, ISBN 83-04-03291-0